# Bernard Noël
Bernard Noël (Sainte-Geneviève-sur-Argence, 19 novembre 1930 – Laon, 13 aprile 2021) è stato un poeta, scrittore e critico d'arte francese.

## Biografia
La sua opera multiforme, tradotta in tutto il mondo, premiata, tra l'altro, dall'Académie française e apprezzata da critici quali Louis Aragon e Jacques Derrida, si è incentrata soprattutto sul rapporto tra linguaggio e corpo, andando incontro sovente a censure.

## Opere principali
- Les Yeux chimères, Parigi, Caractères, 1955.
- Extraits du corps, Parigi, Éditions de Minuit, 1958.
- La Face de silence, Parigi, Flammarion, 1967.
- A vif enfin la nuit, Montpellier, Fata Morgana, 1968.
- Le Château de Cène, Parigi, Jérôme Martineau, 1969 (sotto lo pseudonimo di Urbain d'Orlhac).
- Une messe blanche, Montpellier, Fata Morgana, 1970.
- Dictionnaire de la Commune, Parigi, Hazan, 1971.
- Le Lieu des signes, Parigi, Jean-Jacques Pauvert, 1971.
- Souvenirs du pâle, Montpellier, Fata Morgana, 1971.
- La Peau et les Mots, Parigi, Flammarion, 1972.
- Les premiers mots, Parigi, Flammarion, 1973.
- Deux lectures de Maurice Blanchot, con Roger Laporte, Montpellier, Fata Morgana, 1973.
- Treize cases du je, Parigi, Flammarion, 1975.
- La Chute d’Icare, Lettre Verticale IV, con André Velter, Montpellier, Fata Morgana, 1976.
- L’Été langue morte (Chant I), Montpellier, Fata Morgana, 1976.
- Bruits de langues (XXIII à XXXIII), Charleville-Mézières, Givre, 1977.
- Le Cri et la Figure, Charleville-Mézières, Givre, 1977.
- Le Double Jeu du tu, con Jean Frémon, Fontfroide-le-Haut, Fata Morgana, 1977.
- Le Château de Hors, Montpellier, Fata Morgana, 1979.
- Le 19 Octobre 1977, Parigi, Flammarion, 1979.
- Mille fois dedans, entretiens avec Colette Deblé, con disegni di Colette Deblé, Parigi, Bibliothèque Oblique, 1979.
- URSS aller retour, Parigi, Flammarion, 1980.
- Bruits de langues, Le Rœulx, Talus d’approche, 1980.
- D'une main obscure, Montpellier, Fata Morgana, 1980.
- L’Été langue morte (Chants I, II et III), Montpellier, Fata Morgana, 1982.
- La moitié du geste, Montpellier, Fata Morgana, 1982.
- Fable pour cacher, Trans-en-Provence, Unes, 1982.
- Une fois les dieux, Mont-de-Marsan, Les Cahiers des Brisants, 1982.
- La Vue qui revient, con illustrazioni di André Dimanche, Marsiglia, Ryôan-ji, 1982.
- La Chute des temps, Parigi, Flammarion, 1983.
- L’Enfer, dit-on : dessins secrets (1919-1939), Parigi, Herscher, 1983.
- Fables pour ne pas, Le Muy, Unes, 1985.
- Miroirs de papier, Le Rœulx, Talus d'approche, 1985.
- La rumeur de l'air, Montpellier, Fata Morgana, 1986.
- La Rencontre avec Tatarka, Le Rœulx, Talus d'approche, 1986.
- Carte d’identité, Le Muy, Unes, 1986.
- L’Allure mentale, Rosporden, Hôtel Continental, 1986.
- La Pensée des yeux, Béthune, Brandes, 1987.
- Fenêtres fermées, Le Muy, Unes, 1987.
- Journal du regard, Parigi, P.O.L, 1988 (Premio "France Culture").
- La Reconstitution, Parigi, P.O.L, 1988.
- Portrait du monde, Parigi, P.O.L, 1988.
- Fait avec des mots, Aubervilliers, Les Petits Classiques du Grand Pirate, 1988.
- L’Ombre du double, con frontespizio di Jean-Daniel Berclaz, Losanna, Pierre-Alain Pingoud, 1988.
- Qu’est-ce qu’écrire ?, Parigi, Paupières de terre, 1989.
- Les Choses faites, Aizy-Jouy, L’Impatiente, 1990.
- Le Dieu des poètes, Chambon-sur-Lignon, Paupières de terre, 1991.
- Les Plumes d’Éros, Parigi, Les Autodidactes, 1993.
- Le Syndrome de Gramsci, Parigi, P.O.L, 1994.
- La Castration mentale, Plombières-les-Dijon, Ulysse fin de siècle, 1994.
- À travers l’image, con disegni di Jacky Essirard, Chelles, Les Petits Classiques du Grand Pirate, 1994.
- Le Roman d’Adam et Ève, Parigi, Stock, 1995.
- La Maladie de la chair, Tolosa, Ombres, 1995.
- L’Espace du désir, Orléans, L’Écarlate, 1995.
- Le Passant de l’Athos, Bruxelles, La Pierre d’Alun, 1995.
- Un regard en abîme, Rennes, Dana, 1996.
- À côté de pourquoi, con illustrazioni di Jean-Michel Marchetti, Xonrupt-Longemer, Aencrages & Co, coll. "Voix de chant", 1996.
- Le Reste du voyage, Parigi, P.O.L, 1997.
- Nonoléon, Gennevilliers, Mihaly & Burlots, 1997.
- Où va la poésie ?, Montolieu/Draguignan, La Petite Librairie/Unes, 1997.
- La Guerre, La Chapelle-Chaussée, Dana, 1997.
- Vers Henri Michaux, con prefazione di Pierre Vilar, Draguignan, Unes, 1998.
- Correspondances, con Georges Perros, Draguignan, Unes, 1998.
- Petit Traité du tu, Draguignan, Unes, 1998.
- Treize cases du je, Parigi, P.O.L, 1998.
- La Langue d’Anna, Parigi, P.O.L, 1998.
- Le Tu et le silence, Montpellier, Fata Morgana, 1998.
- Histoire de Frêle, con disegni di Jean Rustin, Mers-sur-Indre, Collodion, 1998.
- Les États du corps, Montpellier, Fata Morgana, 1999.
- HaRAr, con fotografie di Guy Hersant, Trézélan, Filigranes, 1999.
- L’Insulte nécessaire, Bruxelles, Les Trois Petits Cochons, 1999.
- Lettres verticales (1973-2000), Draguignan, Unes, 2000.
- Espace du sourire, con illustrazioni di Olivier Debré, Le Mans, Médiathèque du Mans, 2000.
- Quelques guerres, Le Rœulx, Talus d'approche, 2000.
- Le Temps retrouvé, Montpellier, Fata Morgana, 2000.
- Portrait d’un regard / Devant la fin, con Pierre Ouellet, Montréal, Trait d’Union, 2000.
- La Maladie du sens, Parigi, P.O.L, 2001.
- La Fable et le Vent, Rennes, Dana, 2001.
- Les Villes en l'air, Rouen, L'Instant perpétuel, 2001.
- Écrire, voir, Carcassonne, Centre Joë Bousquet et son temps, 2002.
- Une bouche en rien, con illustrazioni di Jean-Pierre Plundr, Éditions de la Rentabilité, 2002.
- À André Pieyre de Mandiargues, con fotografie di Henri Cartier-Bresson, Aminens, Le Nyctalope, 2002.
- Artaud et Paule, Parigi, Léo Scheer, 2003.
- Le Point, con fotografie di Nicolas Comment, Trézélan, Filigranes, 2003.
- Les Premiers Mots, con prefazione di Michel Surya, Parigi, Flammarion/Léo Scheer, 2003.
- Le Roman des postures, Montpellier, Fata Morgana, 2003.
- L’Enfer, dit-on, Parigi, Léo Scheer, 2004.
- Le Retour de Sade, Parigi, Léo Scheer, 2004.
- Fable pour le cœur, Laon, La Porte, 2004.
- La Tête encerclée, Amiens, Le Nyctalope, 2004.
- Poème en désordre, Barriac-en-Rouergue, 2004.
- A*** Aurélia, suivi de L’Oiseleur, con fotografie di Nicolas Comment, Trézélan, Filigranes, 2004.
- La Vie en désordre, Coaraze, L’Amourier, 2005.
- Portrait de l’Aubrac, con fotografie di Dominique Noël, Montpellier, Les Presses du Languedoc, 2005.
- Le Sillon des sens, con chine di Jacques Clauzel, Montpellier, Fata Morgana, 2005.
- Du monde du chagrin, con Jacques Roman e con stampe di Vincent Ottiger, Parigi, Paupières de terre, 2006.
- Sonnets de la mort (première édition), Les Cabannes, Fissile, 2007.
- Le Jardin d’encre, (bilingue francese e spagnolo) trad. di Myriam Montoya, Parigi, L’Oreille du loup, 2008.
- Un livre de fables, con disegni di Philippe Hélénon, Montpellier, Fata Morgana, 2008.
- En présence…, entretien avec Jean-Luc Bayard (accompagnato da un film di Denis Lazerme: En présence d’un homme), Coaraze, L’Amourier, 2008.
- Questions de mots, entretiens avec Claude Margat, Saint-Georges-d'Oléron, Éditions Libertaires, 2009.
- La peau le drap l’eau, Mers-sur-Indre, Collodion, 2009 (solo 200 esemplari).
- L’Obscur dans les mots, con Mohammed Bennis e alcuni interventi di Joël Leick, Neuilly-sur-Seine, Al Manar, 2010.
- Une rupture en soi, con illustrazioni di Agathe Larpent, Saint-Étienne-les-Orgues, Au coin de la rue de l’Enfer, 2010.
- Le Regard incarné, sur André Masson, Montpellier, Fata Morgana, 2010.
- Le Grand Massacre, Bruxelles, Maison du Livre, 2010.
- Ce Jardin d’encre (Séquences I à V), (bilingue francese e spagnolo) trad. Sarah Cohen, con fotografie di François Rouan, Amiens, Cadastre8zéro, 2011.
- Le Livre de l’oubli, Parigi, P.O.L, 2012.
- Le Roman d’un être, Parigi, P.O.L, 2012.
- Le Chemin d’encre (Séquences I à VII), (bilingue francese-arabo) trad. Mohammed Bennis, con illustrazioni di François Rouan, Amiens, Cadastre8zéro, 2012.
- Un temps sans lieu, con illustrazioni di Jean-Marc Brunet,  Baume-les-Dames, Aencrages & Co, coll. Ecri(peind)re, 2013.
- Vies d’un immortel, con illustrazioni di Benjamin Monti, Nolay, Le Chemin de fer, 2013.
- Regards de l’égaré, fragments d’une saison pluvieuse, con fotografie di Anne-Lise Broyer, Parigi, Nonpareilles, 2013.
- Défaillir ? con Jeanpyer Poëls, Laon, La Porte, 2013.
- Monologue du nous, Parigi, P.O.L, 2015.
- Le Cerveau disponible, Saint-Georges-d’Oléron, Éditions libertaires, 2015.
- La Bouche du temps, (bilingue francese-inglese) trad. di Michael Bishop, Halifax, VVV éditions, 2015.
- Arbres, (bilingue francese-italiano) trad. di Fabio Pusterla, con fotografie di Bertrand Dorny, Tesserete, Pagine d’Arte, 2015.
- La Main sous le mot, con Jean-Luc Parant, Barre-des-Cévennes, le bousquet-la barthe éditions, 2015.
- D’une main perdue, con guazzi di Isabel Michel, Parigi, Éditions des Cendres, 2016.
- Le Poème des morts, précédé de Tombeau de Lunven, Montpellier, Fata Morgana, 2017.
- Le Chemin d’encre (Séquences I à XI), (bilingue francese-inglese) trad. di Eléna Rivera, con illustrazioni di François Rouan, Amiens, Cadastre8zéro, 2018.
- Retours de langue, con Édith Azam, Boucq, Faï fioc, 2019.
- Mon corps sans moi, Montpellier, Fata Morgana, 2019.
- Une machine à voir, Montpellier, Fata Morgana, 2019.
- Aragon, Bordeaux, éditions des Vanneaux, 2019.
- François Lunven, Montpellier, Fata Morgana, 2019.
- Sur le peu de révolution, correspondance avec Michel Surya, Tolone, La Nerthe, 2020.
- Un toucher aérien, con disegni di Bernard Moninot, Saint-Étienne les Orgues, Artgo & Cie, 2020.

### Traduzioni italiane
- Il castello di Cène, Milano, ES, 1991
- Diario dello sguardo, Milano, Guerini, 1992
- Il rumore dell'aria: (poesie scelte 1956-1993), Spinea, Edizioni del Leone, 1996
- La caduta dei tempi, Parma, Guanda, 1997
- La bocca di Anna, Milano, Archinto, 1999
- Estratti del corpo, Milano, Mondadori, 2001
- La sindrome di Gramsci, Lecce, Manni, 2001
- La malattia della carne, Catanzaro, Abramo, 2002
- Artaud e Paule, Novi Ligure, Joker, 2005
- L'ombra del doppio, Novi Ligure, Joker, 2007
- Sinbad il marinaio, Milano, Motta Junior, 2008
- Il poema dei morti, Ro Ferrarese, Book Editore, 2020